# Оток Оштаријски
Оток Оштаријски је насељено мјесто града Огулина, у Карловачкој жупанији, Република Хрватска.

## Географија
Оток Оштаријски се налази око 4 км југозападно од Огулина.

## Становништво
Према попису становништва из 2011. године, насеље Оток Оштаријски је имало 381 становника.
| Националност       | 1991. | 1981. | 1971. | 1961. |
| Срби               | 376   | 325   | 399   | 285   |
| Хрвати             | 43    | 30    | 39    | 44    |
| Југословени        | 40    | 59    | 8     | 14    |
| остали и непознато | 12    | 14    | 10    | 2     |
| Укупно             | 471   | 428   | 456   | 345   |

| Демографија | Демографија | Демографија |
| Година      | Становника  | Становника  |
| ----------- | ----------- | ----------- |
| 1961.       | 345         |             |
| 1971.       | 456         |             |
| 1981.       | 428         |             |
| 1991.       | 471         |             |
| 2001.       | 446         |             |
| 2011.       |             | 381         |

## Попис1991.
На попису становништва 1991. године, насељено место Оток Оштаријски је имало 471 становника, следећег националног састава:
| Попис 1991.‍  | Попис 1991.‍  | Попис 1991.‍ | Попис 1991.‍ | Попис 1991.‍ |
| ------------ | ------------ | ----------- | ----------- | ----------- |
|              |              |             |             |             |
| Срби         | Срби         |             | 376         | 79,83%      |
| Хрвати       | Хрвати       |             | 43          | 9,12%       |
| Југословени  | Југословени  |             | 40          | 8,49%       |
| неопредељени | неопредељени |             | 9           | 1,91%       |
| непознато    | непознато    |             | 3           | 0,63%       |
| укупно: 471  |              |             |             |             |